# Диво-осені квітка остання
«Диво-осені квітка остання» («Диво осені — квітка остання») — документальний фільм про Раїсу Кириченко.

## Опис
Фільм змонтований колективом ТРК «Лтава» у 2013. Автор і оповідач — Людмила Данилейко.
Назва фільму взята зі слів приспіву пісні Раїси Кириченко «Хризантема» (слова написав Микола Сніжко) випущеної в однойменному альбомі у 2000 році та альбомі «Моя подруго мила» 2008 року:
|                                                                                 | По осінній порі хризантема цвіте, Дивом осені квітка остання. |
| — Раїса Кириченко, Слова пісні «Хризантема» на сайті проєкту «Українські пісні» |                                                               |

У фільмі використано фрагменти записів:
- Студія «Укртелефільм» — «Неминучі зірки», «Розцвітає рута-мята», «Автограф» (1983[9]), «Благослови берегине»[10], «Тополина земля»[11], «І слово було Бог»[12]
- ТРК «Глас» — «Я вдячна всім, хто вимолив у мене Бога»
- Іво Бобул — «Молитва за козачку» (Пам'яті Раїси Кириченко)

## Прокат
Вперше показаний у ефірі «ТРК Лтава» у 2015 році та розміщений на сервісі YouTube (під назвою «Диво осені — квітка остання»).
14 жовтня 2017 та 2024, фільм було повторно показано в ефірі Суспільне Полтава (колишня ТРК «Лтава»).
У 2023, фільм було показано у Дніпропетровській обласній універсальній науковій бібліотеці.
Відео знаходиться у відкритому доступі у медіатеці «Суспільне Медіатека» АТ «НСТУ».

## У культурі
У 2017-2018, учителька Мархалівської гімназії Тетяна Захарченко створила художнє полотно «Диво-осені — квітка остання».